# What's Another Year
"What´s Another Year" (em português : Mais outro ano) foi a balada escolhida para representar a Irlanda no Festival Eurovisão da Canção 1980,  interpretada em inglês por Johnny Logan (verdadeiro nome: Seán Michael Patrick Sherrard). O referido tema tinha letra e música de Shay Healy e foi orquestrada por Noel Kelehan. 
Foi a segunda vitória da Irlanda no evento, obtendo 143 pontos. Foi a décima-sétima canção a desfilar no Festival, depois da canção francesa, interpretada pelos Profil  e antes da canção espanhola interpretada pelos Trigo Limpio. De referir que esta canção foi número um no top britânico em 1980, duas semanas no mês de maio de 1980. 
A canção é uma balada que nos fala do ponto de vista de um homem que tem estado à espera que a rapariga dos seus sonhos caia também de amores por ele. Se bem que ele reconheça que ela pode nunca chegar, ele não se importa esperar o tempo que for necessário. (um ano ou mais). Musicalmente, a canção é facilmente identificável pela sua introdução que contém  som de um saxofone. O som de saxofone foi tocado pelo músico escocês Colin Tully que actualmente ensina no País de Gales.